# 南阪奈道路
南阪奈道路（みなみはんなどうろ、英語: MINAMI-HANNA TOLL ROAD）は、 大阪府堺市美原区から奈良県葛城市に至る自動車専用道路である。南阪奈道と略される。
なお、南阪奈道路および大和高田バイパス（国道165号・国道166号・国道24号）を合わせた区間は、地域高規格道路の計画路線としての南阪奈道路に指定されている 。
高速道路ナンバリングによる路線番号は、大和高田バイパス（弁之庄ランプ - 四条ランプ間の高架部）とともに「E91」が割り振られている。

## 概要

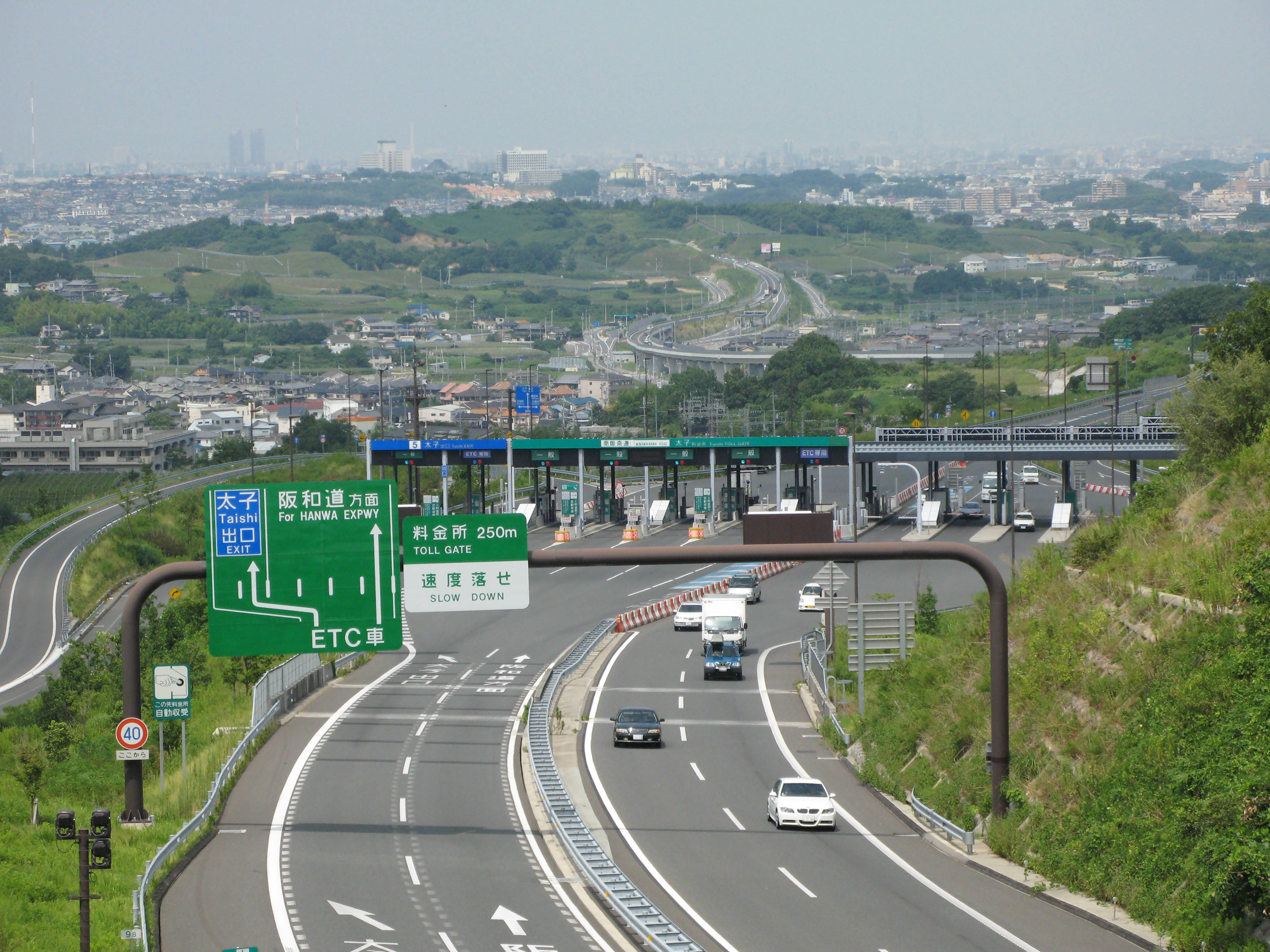
太子IC・料金所付近

地域高規格道路の計画路線としての南阪奈道路には大和高田バイパス（国道165号・国道166号・国道24号）も含まれる。
事業者は区間により、大阪府、日本道路公団、国土交通省、奈良県の4者、料金制度や区分も異なるなど、複雑な路線である（詳細は道路体系を参照）。
供用1年間の1日の平均交通量は約15,000台と大阪府道路公社の計画1日交通量27,000台には遠く及ばない状態であったが、2015年には約24,000台まで利用台数が増加している。

### 規格
- 道路構造令 : 第1種第3級（普通道路）
- 車線数 : 完成4車線（羽曳野 - 新庄 暫定2車線[注釈 1]）
- 設計速度 : 80 km/h

### 道路体系
2018年（平成30年）4月1日以降
| 道路名     | 道路名                   | 料金        | 区間                                 | 事業者                                                 | 管理者      | 所在地 |
| 法定       | 区分                     | 料金        | 区間                                 | 事業者                                                 | 管理者      | 所在地 |
| ---------- | ------------------------ | ----------- | ------------------------------------ | ------------------------------------------------------ | ----------- | ------ |
| 南阪奈道路 | 南阪奈道路 （国道165号） | ETC対距離制 | 美原JCT-羽曳野IC                     | 大阪府 大阪府道路公社                                  | NEXCO西日本 | 大阪府 |
| 南阪奈道路 | 南阪奈道路 （国道165号） | ETC対距離制 | 羽曳野IC-新庄出入口 （弁之庄ランプ） | 国土交通省 大阪府、奈良県 日本道路公団(現 NEXCO西日本) | NEXCO西日本 | 大阪府 |
| 南阪奈道路 | 南阪奈道路 （国道165号） | ETC対距離制 | 羽曳野IC-新庄出入口 （弁之庄ランプ） | 国土交通省 大阪府、奈良県 日本道路公団(現 NEXCO西日本) | NEXCO西日本 | 奈良県 |
| 南阪奈道路 | 〈大和高田バイパス〉     |             |                                      |                                                        |             |        |

2018年3月31日以前
| 道路名     | 道路名                                | 料金   | 区間                                 | 事業者                                                 | 管理者                    | 所在地 |
| 法定       | 区分                                  | 料金   | 区間                                 | 事業者                                                 | 管理者                    | 所在地 |
| ---------- | ------------------------------------- | ------ | ------------------------------------ | ------------------------------------------------------ | ------------------------- | ------ |
| 南阪奈道路 | 南阪奈有料道路 （府道32号新道専用部） | 均一制 | 美原JCT-羽曳野IC                     | 大阪府 大阪府道路公社                                  | 大阪府道路公社            | 大阪府 |
| 南阪奈道路 | 南阪奈道路 （国道165号・166号）       | 区間制 | 羽曳野IC-新庄出入口 （弁之庄ランプ） | 国土交通省 大阪府、奈良県 日本道路公団(現 NEXCO西日本) | 日本道路公団→ NEXCO西日本 | 大阪府 |
| 南阪奈道路 | 南阪奈道路 （国道165号・166号）       | 区間制 | 羽曳野IC-新庄出入口 （弁之庄ランプ） | 国土交通省 大阪府、奈良県 日本道路公団(現 NEXCO西日本) | 日本道路公団→ NEXCO西日本 | 奈良県 |
| 南阪奈道路 | 〈大和高田バイパス〉                  |        |                                      |                                                        |                           |        |

## インターチェンジなど
- IC番号欄の背景色が■である部分については道路が供用済みの区間を示している。
- 施設名欄の背景色が■である部分は施設が供用されていない、または完成していないことを示す。
- (数字)は、他路線の番号。

| IC 番号                                                                | 施設名                                                                 | 接続路線名                                                             | 起点 から (km)                                                         | 備考                                                                   | 所在地                                                                 | 所在地                                                                 |
| ← E26 阪和自動車道（和歌山・白浜方面） - E26 阪和自動車道（大阪方面）→ | ← E26 阪和自動車道（和歌山・白浜方面） - E26 阪和自動車道（大阪方面）→ | ← E26 阪和自動車道（和歌山・白浜方面） - E26 阪和自動車道（大阪方面）→ | ← E26 阪和自動車道（和歌山・白浜方面） - E26 阪和自動車道（大阪方面）→ | ← E26 阪和自動車道（和歌山・白浜方面） - E26 阪和自動車道（大阪方面）→ | ← E26 阪和自動車道（和歌山・白浜方面） - E26 阪和自動車道（大阪方面）→ | ← E26 阪和自動車道（和歌山・白浜方面） - E26 阪和自動車道（大阪方面）→ |
| ---------------------------------------------------------------------- | ---------------------------------------------------------------------- | ---------------------------------------------------------------------- | ---------------------------------------------------------------------- | ---------------------------------------------------------------------- | ---------------------------------------------------------------------- | ---------------------------------------------------------------------- |
| 12-1                                                                   | 美原JCT                                                                | E26 阪和自動車道                                                       | 0.0                                                                    |                                                                        | 大阪府                                                                 | 堺市 美原区                                                            |
| 1                                                                      | 美原IC                                                                 | 府道32号美原太子線 府道36号泉大津美原線                                | 0.0                                                                    | 橿原方面出入口                                                         | 大阪府                                                                 | 堺市 美原区                                                            |
| -                                                                      | たじはやTB                                                             |                                                                        |                                                                        |                                                                        | 大阪府                                                                 | 堺市 美原区                                                            |
| 2                                                                      | 美原東IC                                                               | 府道32号美原太子線                                                     | 2.2                                                                    | 大阪方面出入口                                                         | 大阪府                                                                 | 堺市 美原区                                                            |
| -                                                                      | 羽曳が丘トンネル                                                       |                                                                        |                                                                        | 長さ340 m                                                              | 大阪府                                                                 | 羽曳野市                                                               |
| 3                                                                      | 羽曳野IC                                                               | 国道170号〈大阪外環状線〉 府道32号美原太子線                           | 4.6                                                                    | 料金区分の境界                                                         | 大阪府                                                                 | 羽曳野市                                                               |
| -                                                                      | 大黒トンネル                                                           |                                                                        |                                                                        | 長さ181 m                                                              | 大阪府                                                                 | 羽曳野市                                                               |
| 4                                                                      | 羽曳野東IC                                                             | 国道166号                                                              | 7.5                                                                    | 大阪方面出入口                                                         | 大阪府                                                                 | 羽曳野市                                                               |
| 5                                                                      | 太子IC/TB                                                              | 南河内フルーツロード （広域農道）                                      | 9.5                                                                    |                                                                        | 大阪府                                                                 | 南河内郡 太子町                                                        |
| -                                                                      | 太子トンネル                                                           |                                                                        |                                                                        | 長さ247 m                                                              | 大阪府                                                                 | 南河内郡 太子町                                                        |
| -                                                                      | 竹内トンネル                                                           |                                                                        |                                                                        | 長さ1,454 m                                                            | 大阪府                                                                 | 南河内郡 太子町                                                        |
| -                                                                      | 竹内トンネル                                                           | 奈良県 葛城市                                                          |                                                                        | 長さ1,454 m                                                            |                                                                        |                                                                        |
| 6                                                                      | 葛城IC                                                                 | 国道166号 県道30号御所香芝線                                           | 15.8                                                                   | 大阪方面出入口                                                         |                                                                        |                                                                        |
| -                                                                      | 新庄出入口 （弁之庄ランプ）                                            | 〈大和高田バイパス〉（高架部）                                         | 16.9                                                                   | 接続部の施設名称は 高架部と側道部で異なる                              |                                                                        |                                                                        |
| E91 〈大和高田バイパス〉（高架部）（橿原方面）に直結                   |                                                                        |                                                                        |                                                                        |                                                                        |                                                                        |                                                                        |

## 歴史
南阪奈道路は、羽曳野市以西の区間は1970年頃に「南河内バイパス」として構想され、羽曳野市以東の区間はその南河内バイパスと大和高田バイパスとを結ぶ「南阪奈道路」として構想された。しかし、南河内バイパスはルート周辺に遺跡が多数分布していることから長期にわたり関係機関との調整が行われ、南阪奈道路も1974年に一度事業化されたものの着工には至らなかった。1990年代になってようやく着工の目処が立ち、2004年に全線開通した。

### 年表
- 1974年（昭和49年）7月29日 : 一般国道165号南阪奈道路 大阪府羽曳野市飛鳥 - 奈良県北葛城郡新庄町（延長：8.6km、車道幅員：3.5m×4車線、事業費：285億円）事業許可。[13][9]
- 2004年（平成16年）3月28日 : 全線開通。
- 2018年（平成30年）4月1日 : 美原JCT - 羽曳野IC間が大阪府道32号美原太子線から直轄国道である国道165号へ編入の上、大阪府道路公社から西日本高速道路に移管。営業路線名が全線で南阪奈道路になる[14]。
- 2020年（令和2年）7月1日 : 太子IC - 葛城IC間の付加車線事業が完了。竹内トンネルを含む区間が往復4車線化[15]。

## 路線状況

### 車線・最高速度
- 太子IC - 竹内トンネル間は完成4車線、葛城IC→太子IC間は登坂車線有り。

| 区間                  | 車線 上下=上+下     | 最高速度 | 最高速度 | 備考 |
| --------------------- | ------------------- | -------- | -------- | ---- |
| 美原JCT - 羽曳野IC    | 4=2+2               | 80km/h   | 80km/h   |      |
| 羽曳野IC - 新庄出入口 | 2=1+1 （暫定2車線） | 70km/h   | 70km/h   |      |

### サービスエリア・パーキングエリア
南阪奈道路内には、サービスエリアやパーキングエリアの休憩施設は存在しない（ただし、一般道から太子IC/料金所へ入る手前に同料金所事務所が有り、数台の駐車場とトイレが設置）。

### 主なトンネルと橋
- 暫定2車線の区間のトンネルと橋梁は上下線で1本 。

| 区間                  | 数 | 数 | トンネルの名称                    | 長さ(m)                           | 長さ(m)                           | 備考                              |
| 区間                  | 上 | 下 | トンネルの名称                    | 上                                | 下                                | 備考                              |
| --------------------- | -- | -- | --------------------------------- | --------------------------------- | --------------------------------- | --------------------------------- |
| 美原JCT - 美原東IC    | 0  | 0  | -                                 | -                                 | -                                 |                                   |
| 美原東IC - 羽曳野IC   | 1  | 1  | 羽曳が丘トンネル                  | 340                               | 340                               |                                   |
| 羽曳野IC - 羽曳野東IC | 1  | 1  | 大黒トンネル                      | 181                               | 181                               |                                   |
| 羽曳野東IC - 太子IC   | 0  | 0  | -                                 | -                                 | -                                 |                                   |
| 太子IC - 葛城IC       | 2  | 2  | 太子トンネル                      | 247                               | 247                               |                                   |
| 太子IC - 葛城IC       | 2  | 2  | 竹内トンネル                      | 1,471                             | 1,454                             |                                   |
| 葛城IC - 新庄出入口   | 0  | 0  | -                                 | -                                 | -                                 |                                   |
| 合計                  | 4  | 4  | 実際のトンネルの数は上下合計で6本 | 実際のトンネルの数は上下合計で6本 | 実際のトンネルの数は上下合計で6本 | 実際のトンネルの数は上下合計で6本 |

### 道路管理者
2018年（平成30年）4月1日以降
- 西日本高速道路 関西支社
  - 南大阪高速道路事務所 : 美原JCT-新庄出入口[1]（南阪奈道路）

2018年3月31日以前
- 大阪府道路公社 : 美原JCT-羽曳野IC（南阪奈有料道路）
- 西日本高速道路 関西支社
  - 南大阪高速道路事務所 : 羽曳野IC-新庄出入口[1]（南阪奈道路）

### 所轄警察
- 大阪府警察
  - 高速道路交通警察隊貝塚分駐隊 美原ジャンクション - 府・県境
- 奈良県警察
  - 高速道路交通警察隊橿原分駐隊 新庄出入口 - 府・県境

### 料金
近畿圏における料金体系統一の方針により、2018年4月1日、美原JCT - 羽曳野IC間が大阪府道路公社からNEXCO西日本に移管され、ETC利用を基本とする全線一体の対距離制に移行した。料金水準は高速自動車国道の大都市近郊区間を基本としており、非ETC車は、美原JCT - 羽曳野IC間、羽曳野IC - 新庄出入口間の別に、原則として最大料金を収受する単純支払方式である。
料金車種区分は、美原JCT - 羽曳野IC間が5車種（軽自動車等、普通車、中型車、大型車、特大車）、羽曳野IC - 新庄出入口間は3車種（普通車、大型車、特大車）であったが、全線5車種区分になった。ただし、激変緩和措置として従前の料金（2019年10月1日からはこれに消費税率引上げ分を転嫁した料金）を上限としている。

### ETC割引
時間帯割引
2018年4月1日以降は深夜割引（0時 - 4時、30 %引き）のみとなっているが、それまで時間帯割引の対象外であった美原JCT - 羽曳野IC間も割引対象になった。
ETCマイレージサービス
移管に伴い、美原JCT - 羽曳野IC間もポイント付与の対象になった。なお、羽曳野IC - 新庄出入口間ではかつて通勤割引を実施していたが、平日朝夕割引の対象にはなっていない。
三線連続利用割引（廃止）
羽曳野東ICから新庄出入口までの区間において出入りし、公社区間（美原JCT - 羽曳野IC）の全線および阪和道美原JCTから松原JCTまでの全区間を連続利用した場合、最大20 %引き。2009年5月13日からは阪和道の料金に阪和道連続利用割引が適用され、美原JCT - 松原JCT間を最大50%引きに拡充。
両割引とも2018年3月31日限りで廃止されたが、2018年4月1日からのETC新料金は、両割引を踏まえて設定されている。

## 交通量
24時間交通量（台）　道路交通センサス
| 区間                  | 平成17（2005）年度 | 平成22（2010）年度 | 平成27（2015）年度 | 令和3（2021）年度 |
| --------------------- | ------------------ | ------------------ | ------------------ | ----------------- |
| 美原JCT/IC - 美原東IC | 19,996             | 22,362             | 32,659             | 31,928            |
| 美原東IC - 羽曳野IC   | 19,996             | 22,362             | 32,659             | 28,373            |
| 羽曳野IC - 羽曳野東IC | 14,001             | 19,141             | 23,052             | 22,857            |
| 羽曳野東IC - 太子IC   | 12,997             | 17,409             | 20,784             | 20,468            |
| 太子IC - 葛城IC       | 13,015             | 17,367             | 20,295             | 19,808            |
| 葛城IC - 新庄         | 10,657             | 13,755             | 15,955             | 16,109            |

（出典：「平成22年度道路交通センサス」・「平成27年度全国道路・街路交通情勢調査」・「令和3年度全国道路・街路交通情勢調査」（国土交通省ホームページ）より一部データを抜粋して作成）
- 令和2年度に実施予定だった交通量調査は、新型コロナウイルスの影響で延期された[16]。

## 地理

### 通過する自治体
- 大阪府
  - 堺市美原区 - 羽曳野市 - 堺市美原区 - 羽曳野市 - 堺市美原区 - 羽曳野市 - 南河内郡太子町
- 奈良県
  - 葛城市（ - 大和高田市 - 橿原市）

### 接続する高速道路
- E26 阪和自動車道（美原JCTで接続）